# Ánosi Gábor
Ánosi Gábor (Budapest, 1983. július 20. –) magyar balettművész.
2002-ben végezte el a Magyar Táncművészeti Főiskola Balettművész-szakát. Mesterei Forgách József és Kováts Tibor voltak. 2010-augusztusától a Magyar Fesztivál Balett tagja.
2009 augusztusa és 2010 augusztusa között Duisburg-Düsseldorfban volt vendég balettmester. 2002 és 2009 között a Deutsche Oper am Rheinben is dolgozott.

## Balettversenyek
- 1998 Szent-Pölten: 1. helyezés
- 2001 Bécs: 3. helyezés

## Koreográfusok
- Markó Iván
- Vámos György
- Maurice Béjart
- Jiri Kylian
- Matz Ek
- John Neumeier
- Hans van Manen
- Heinz Spoerli
- George Balanchine

## Főbb szerepek
- Rómeó  és Júlia Jeruzsálemben: Mercutio (Markó)
- Spartacus: Crassus (Vámos)
- Rómeó és Júlia: Mercutio, Benvolio (Vámos)
- Szentivánéji Álom: Puk (Vámos)
- Carmina Burana: Schleicher, Zwei Starke (Vámos)
- Sacre du Printemps: A fiú (Vámos)
- Diótörő: Orosz tánc (Vámos)
- Csipkerózsika: Orosz tánc (Vámos)
- Hattyúk Tava: Tarantella (Vámos)
- Petit Mort: 4th pas de deux (Kylian)
- Six Dances: Solo (Kylian)*

## Vendégszereplések
- Németország
- Portugália
- Spanyolország
- Franciaország
- Ausztria
- Cseh ország
- Lengyelország
- Oroszország
- Kína